# Via Garibaldi (Prato)

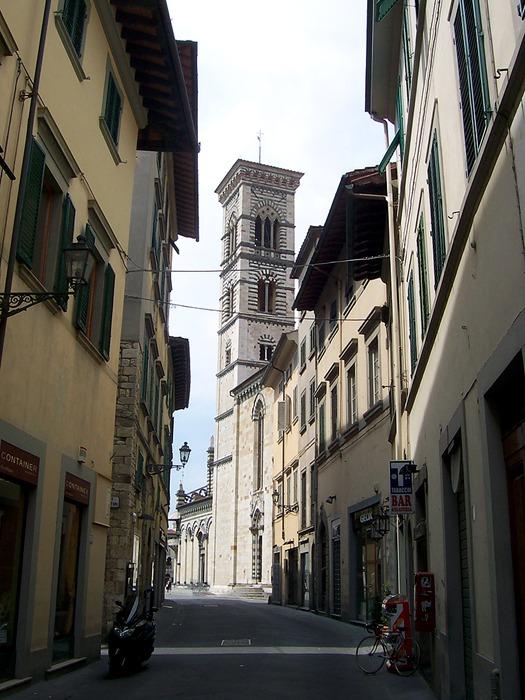
Via Garibaldi, verso piazza Duomo

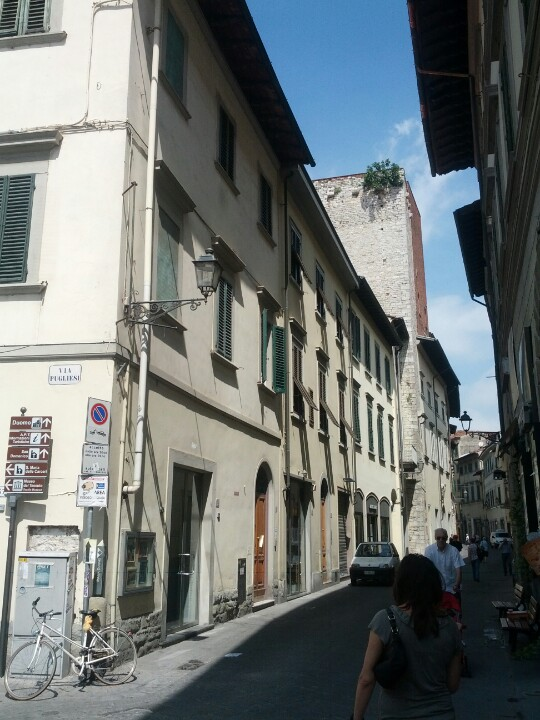
Via Garibaldi e le torri gemelle

Via Giuseppe Garibaldi è una delle principali arterie pedonali del centro storico di Prato. 

## Storia
La via, che collega piazza del Duomo a piazza Mercatale, ricalca il tracciato medievale, quando era detta via di Borgo al Cornio e più tardi via dei Sarti. Molti edifici risalgono ai secoli XII e XIII, pur con trasformazioni succedutesi tra Cinque e Ottocento. 
Nel XII secolo vi si apriva, poco più avanti dell'innesto con via dei Pugliesi, la porta Tezi nell'antica cerchia muraria, dove oggi si trova una targa. L'importanza della strada come arteria cittadina risale però alla fine del Duecento, quando metteva in comunicazione la pieve di Santo Stefano con il nuovo ponte Mercatale.

## Edifici
Dominata dalla mole del campanile del Duomo, la via inizia in piazza Duomo, dove si incontra, in angolo, il palazzetto dei Mazzei, seguito da un palazzo seicentesco (nn. 9-11), con portale centinato e quattro assi di finestre su tre piani. Segue ai numeri 15-19 l'abitazione e scuola di Jacopo Visi, maestro di Grammatica, che è caratterizzata da due piani e due portalini del 1508 in facciata, centinati e sormontati da nicchie con iscrizioni.
In angolo con via dei Cimatori, un palazzetto con evidenti tracce della muratura duecentesca, che comprendeva un loggiato al piano terra e un paramento in albarese. 
Al 33 palazzo Leonetti, settecentesco, sede oggi del teatro Politeama, e in angolo con il vicolo dei Gherardacci, l'oratorio della Madonna del Buonconsiglio, di fronte al quale si trovano il palazzetto Diddi (n. 52, con fronte sei-settecentesco a quattro assi) e le torri gemelle, le più alte della città, databili al XII e XIII secolo.
davanti a via Pugliesi si innalza poi il palazzo Buonamici Nencini (nn. 63-69), con importanti affreschi settecenteschi di Gian Domenico Ferretti. Segue ai nn. 77-79 un palazzetto ottocentesco che ingloba i resti della porta Tiezi, una delle otto porte della cinta muraria ndel XII secolo, che è però documentata solo dal 1206. sul lato opposto, accanto alla scenografica terrazza di palazzo Vai (1825), un altro palazzo settecentesco con sei assi e un portalino decentrato. 
Si arriva così al quadrivio del Cantaccio, che comprende un tabernacolo con una Madonna col Bambino, angeli e santi di Antonio di Miniato (1415). All'angolo opposto, dove oggi ha sede una tabaccheria, sorge il palazzetto Vivorati, che fu costruito nel XIX secolo al posto dell'oratorio dell'Assunta.
Nel tratto successivo, vicino ormai a piazza Mercatale, si incontrano la cinquecentesca casa Bini (n. 106), a sei assi, e la casa Carlesi (n. 127), che si affaccia ormai sulla piazza con un portico ad arcate retti da pilastri: qui nacque lo scrittore e storico locale Ferdinando Carlesi.